# Дуся (озеро)
Дуся (лит. Dusia) — озеро на півдні Литви.

## Розташування
Озеро знаходиться у Лаздийському районі за 6 км на південь від міста Сімнас та за 1 км від міста Метеляй. Воно є частиною басейну річки Довіне. Входить до комплексу озер, що складається ще з двох великих озер (Метеліс, Обелія) та ряду дрібних. Є частиною Метеляйського регіонального парку.

## Характеристика
Площа озера становить 23,17 км². Довжина з заходу на схід 8,4 км, максимальна ширина 4,2 км. Найбільші глибини розташовані в центрі озера, середня глибина 15,4 м, максимальна 32,5. Береги переважно піщані. На півночі знаходиться вузька та довга затока.
Озеро живиться за рахунок дрібних річок, що впадають у нього. Взимку покривається льодом. Максимальна товщина льоду зареєстрована у 1954 році — 78 см.

## Іхтіофауна
В озері мешкає 18 видів риб: щука, окунь, плітка, ряпушка, лящ, карась, лин, червонопірка, верховодка, в'язь, йорж, слиж європейський, корюшка, минь, вугор, пічкур, щипавка звичайна, колючка. Він також є домом для озера реліктових ракоподібних амфіпод — Pallasiola quadrispinosa і реліктових мізид (Mysis relicta).

## Значення
Озеро Дуся гарне місце для відпочинку і рибалки. На його берегах розташовані піщані пляжі і табори відпочинку.